# Andrés da Silva
Pour les articles homonymes, voir Silva.
Ne doit pas être confondu avec André Da Silva.
Andrés da Silva Vega (21 mars 1921 – 21 mars 1994) est un footballeur péruvien. Il jouait au poste de défenseur.

## Biographie

### Carrière en club
Surnommé El Mariscal (« le maréchal »), Andrés da Silva est l'une des figures emblématiques de l'Universitario de Deportes où il joue 155 rencontres entre 1944 et 1955 et remporte trois championnats du Pérou en 1945, 1946 et 1949.
Il avait pourtant commencé sa carrière au Sport Boys en 1942, année où il est sacré champion du Pérou pour la première fois. Il y dispute 18 matchs entre 1942 et 1943, avant d'être transféré à l'Universitario en 1944 pour 1 200 soles. 
Il met fin à sa carrière avec l'Universitario en 1955 à la suite d'une blessure provoquée par un choc avec l'attaquant Jorge Lama du Sport Boys dont il ne se remettra jamais.

### Carrière en équipe nationale
International péruvien de 1947 à 1949, Andrés da Silva dispute neuf matchs (sans marquer de but) en sélection, dont trois comptant pour le championnat sud-américain de 1947 en Équateur puis six lors de celui de 1949 au Brésil. Il atteint la 3e place avec son équipe lors de ce dernier tournoi.

## Palmarès

### En club
| Sport Boys - Championnat du Pérou (1) : - Champion : 1942. |  | Universitario de Deportes - Championnat du Pérou (3) : - Champion : 1945, 1946 et 1949. |

### En équipe nationale
Pérou
- Championnat sud-américain :
  - Troisième : 1949.